# 東京エディオン
株式会社東京エディオン（とうきょうエディオン、英: Tokyo Edion Co., Ltd.）は、かつて存在した関東地方を営業基盤とする日本の家電量販店チェーンで、エディオングループの1社。2009年（平成21年）2月1日にエイデン（同年10月1日にエディオンEASTに商号変更）に吸収合併され消滅し、設立からわずか2年弱で姿を消した短命企業でもあった。

## 概要
店舗名は、グループ名と同じ「エディオン」。これは、従来手薄であった関東地区に於ける事業を強化するにあたって、石丸電気以外のグループ会社の名前があまり浸透していないこともあり、グループ名をより前面に押し出すことを狙いとした。
2008年以降、関東地方のデオデオ店舗の一部とミドリ電化全店舗が順次譲渡され、「エディオン（初代）」ブランドへ転換された。残るデオデオの店舗については、ブランド名はそのままで運営の移管を受けた。さらにエディオン保有の石丸電気株を譲渡され、グループ全体の関東での戦略を担うこととなった。なお、100満ボルトとそのフランチャイズ店舗が関東に保有する店舗については変更はない。
しかし2008年度の関東地区での営業損益は赤字となり、経営再建と効率化促進のため、2009年2月1日付で石丸電気とともにエイデンに吸収合併された。そして2009年8月には、関東で展開するエディオングループのブランドを同年11月より石丸電気（イシマル）に統一する意向を表明したため、「エディオン（初代）」ブランドの店舗は姿を消した。
その後、エディオンEAST（旧エイデン）とエディオンWEST（旧デオデオ・ミドリ電化）を吸収合併して事業基盤の統合を推し進めてきたエディオンは2012年5月、同年10月1日より直営店舗ブランドを「エディオン（2代目）」に統一することを表明、関東地方では「エディオン」ブランドが事実上復活を遂げる。ただし東京エディオン時代と同様、100満ボルトとそのフランチャイズ店舗が関東に保有する店舗については変更はない。
なお初代エディオンのロゴは「e」マークと「edion」の組み合わせで、石丸電気の新ロゴもこのロゴを踏襲しているが（edionをishimaruに変更した程度）、2代目エディオンのロゴは「EDION エディオン」の文字を2色で描いたシンプルなもので、IとOは電化製品のスイッチを模したデザインになっている。

## 沿革
- 2007年（平成19年）
  - 10月19日 - エディオンが、関東地方での展開を目的として、株式会社東京エディオンを設立[2]。
  - 11月1日 - エディオン所有の石丸電気株式の譲渡を受ける。
  - 11月30日 - 東京都杉並区にエディオン（初代）1号店「エディオン高井戸店」開店[3]。
- 2008年（平成20年）9月30日 - 石丸電気株を追加取得して、完全子会社化。
- 2009年（平成21年）
  - 2月1日 - エディオン傘下のエイデンを存続会社として、石丸電気と共に吸収合併され、法人としての東京エディオンは解散。
  - 10月1日 - 株式会社エイデンが、株式会社エディオンEASTに商号変更。
  - 11月20日 - エディオングループの関東地方の全店舗ブランドを「イシマル（ishimaru）」に統一し、「エディオン（初代）」ブランドの店舗が消滅。
- 2012年（平成24年）9月15日 - エイデン・ミドリ・デオデオとともにイシマルブランドを廃止し、「エディオン（2代目）」に統一（当初は同年10月1日に予定されていたが、エディオン発足10周年を機に繰上実施）。関東地方では3年ぶりの復活。

## 店舗

### イシマルを経てエディオンにブランド変更された店舗

#### ミドリ電化より移管
- ロックシティ守谷店 - 茨城県守谷市。2007年6月28日開店（ミドリ電化）、2008年2月9日開店（東京エディオン）[4] - 2013年6月24日閉店[5]。ロックシティ守谷ショッピングセンター（現・イオンタウン守谷）内。現在はノジマ イオンタウン守谷店。
- 柏沼南店 - 千葉県柏市。2008年5月10日開店（東京エディオン）[6] - 2013年閉店。現在はスポーツデポ柏沼南店を経て、アルペンアウトドアーズフラッグシップストア 柏店。

#### 新規開店
- 港北センター南店 - 神奈川県横浜市都筑区。2008年2月29日開店[7] - 2018年5月6日閉店[8]。コーナン港北センター南モール内。エディオンにブランド変更後、2018年5月25日にモザイクモール港北内に移転[9]。現在はファンタジーキッズリゾート港北。

### ブランド変更後に閉店した店舗

#### デオデオより移管
- 上尾中央店 - 埼玉県上尾市。2011年10月7日に西上尾店に移転[10]。現在はドラッグストア セキ 上尾川店。西上尾店はイシマルを経て、現在もエディオンとして営業している。
- 松屋銀座店 - 東京都中央区。フランチャイズ店。2010年閉店。

### 東京エディオン時代に閉店した店舗

#### ミドリ電化より移管
- 高井戸店 - 東京都杉並区。現在はアルペン・ゴルフ５高井戸店。
- 谷和原店 - 茨城県つくばみらい市。現在はヤマダデンキテックランドつくばみらい店を経て、バイク王つくば絶版車館。
- 八千代店 - 千葉県八千代市。現在は千葉鑑定団 八千代店。
- 酒々井店 - 千葉県印旛郡酒々井町。現在は千葉鑑定団 酒々井店。

#### デオデオより移管
- 高崎店 - 群馬県高崎市。現在はハードオフ・オフハウス 高前バイパス高崎緑店。

- 太田店 - 群馬県太田市。現在はアルペンを経て、ブックオフスーパーバザー407号太田飯塚店。
- 上尾東店 - 埼玉県上尾市。現在は上尾二ツ宮 メディカルモール。
- 西葛西店 - 東京都江戸川区。現在はクオール薬局西葛西店など。
- 横浜みなとみらい店 - 神奈川県横浜市西区。横浜ジャックモール内に出店していた。